# Quirate

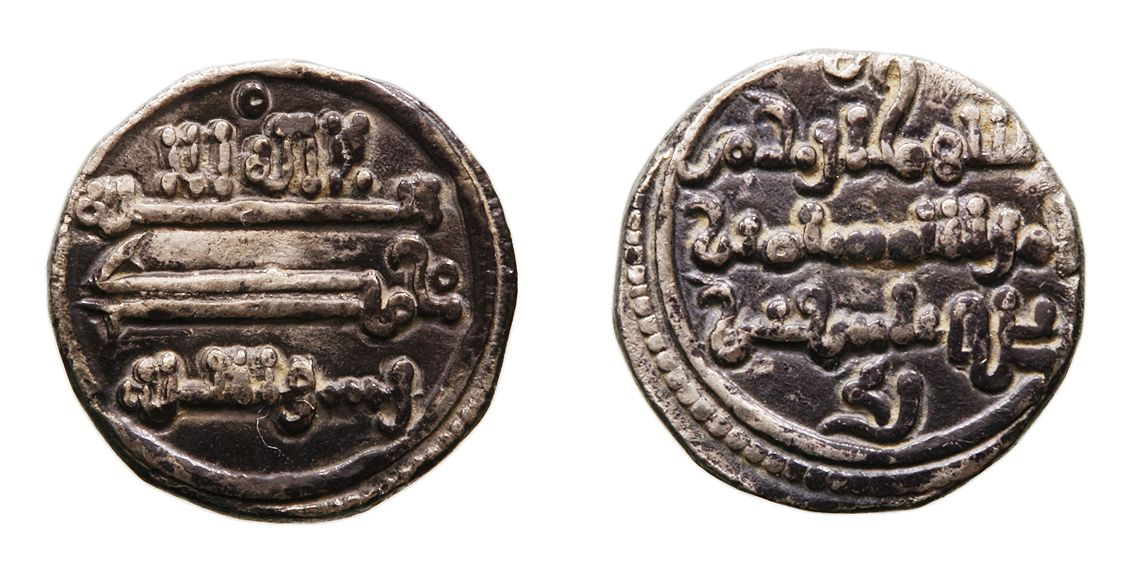
Quirate acuñado por el almorávide Yahya ibn Alí ibn Ganiya entre 1145 y 1148.

El quirate fue una moneda de plata acuñada por los almorávides junto con el dinar, que era la moneda de oro. El quirate equivalía a medio dírhem y a su vez se subdividía en fracciones de medio, un cuarto, un octavo y un dieciseisavo de quirate.
El nombre de la moneda tiene el mismo origen que la unidad de masa quilate: proviene del griego keration, o algarrobo, ya que sus semillas presentan un peso uniforme.